# Sybrinus crassipes
Sybrinus crassipes là một loài bọ cánh cứng trong họ Cerambycidae.